# Sebastià Serrano Farrera
Sebastià Serrano Farrera (Bellvís, Pla d'Urgell, 1944) és un lingüista i professor de teoria de la comunicació i lingüística.
Estudià matemàtiques i filologia a la Universitat de Barcelona, i s'hi doctorà amb una tesi sobre lingüística matemàtica. Actualment hi és catedràtic de lingüística general i de teoria de la comunicació. El 1969 hi impartí els primers cursos de semàntica general i de lingüística matemàtica de tot Espanya. Ha publicat molts estudis sobre semiòtica, lingüística general, poètica, filosofia, teoria de la ciència i, sobretot, teoria de la comunicació. Ha desenvolupat una reflexió lúcida i original sobre les potencialitats de la comunicació no verbal i la seva influència en les relacions humanes. El 2003 va rebre la Creu de Sant Jordi.

## La semiòtica: una introducció a la Teoria dels signes
És un assaig que publicà l'any 1981, en el qual tracta d'establir els vincles existents entre semiòtica i comunicació i d'exposar el concepte de semiòtica des de la perspectiva de la comunicació humana. La comunicació ha portat a l'ordre social establert i s'ha comprovat com s'utilitzen els signes per tal de mantenir aquest ordre. Tots els sistemes tendeixen a aquest fi. És per això que la semiòtica té com a objectes fonamentals els aspectes verbals i no verbals de les relacions quotidianes. La semiòtica, que no ha de ser una ciència, ha d'estudiar la vida quotidiana per tal d'aconseguir objectius com canviar les relacions entre persones, desemmascarar el poder, per transformar escoles, hospitals, etc. És a dir, per transformar la societat cap a una millora. L'obra es divideix en diversos capítols que tracten diverses relacions de la semiòtica amb especificitat.

### Justificació
La semiòtica és la ciència que estudia les diferents classes de signes. Per començar, cal dir que està totalment vinculada a la comunicació i a la significació i, per tant, a l'acció humana. Es poden trobar diverses raons per justificar la necessitat de la semiòtica: 
- La conducta comunicativa d'una societat està organitzada. Per tant, cal una disciplina que s'encarregui d'aquest domini, que no només se centra en el llenguatge parlat.
- La comunicació és un camp en què conflueixen diferents disciplines (lingüística, psicologia, etc.).
- La interdisciplinarietat demana un domini propi. A l'Edat Moderna es produeix un distanciament disciplinari, les ciències avancen i se separen les unes de les altres de manera que creixen. Això fa que sigui necessària una ciència que plantegi els fonaments del coneixement. La semiòtica intenta donar significat a moltes coses que no s'entenen.
- Relació cada vegada més evident entre llenguatge i coneixement. El llenguatge és l'element constitutiu de la vida social.
- Valoració dels elements no verbals que configuren el marc de la situació comunicativa. La comunicació implica elements comunicatius no verbals, encara que aquests no hagin estat estudiats fins a mitjans del segle xx.

A més, cal incloure diversos àmbits de cultura dins la comunicació, així com la fotografia, el cinema, la publicitat, etc. i, per tant, han de ser estudiats.
Es pot suposar un domini complex i heterogeni a la semiòtica. Cal parlar de tres tipus de semiòtica: la teòrica, la descriptiva i l'aplicada.
La semiòtica teòrica defineix els conceptes bàsics: signe i sistema. No hi ha semiòtica sense comunicació. I s'entén per comunicació la relació que hi entre signe i efecte produït pel receptor i l'emissor. La semiòtica teòrica és la que es defineix a ella mateixa. El seu marc és la comunicació. La semiòtica descriptiva és la que descriu les situacions comunicatives mitjançant la segmentació i la classificació. La semiòtica aplicada, com a bon model de domini interdisciplinari, té moltes aplicacions a diversos àmbits i disciplines. A cada domini de la cultura hi ha una possible aplicació. Cal destacar la semiòtica dels fenòmens verbals i la dels no verbals.

### Història
Quan s'investiguen els orígens de la semiòtica també s'investiguen els orígens de la reflexió cognoscitiva. És a dir, les primeres interpretacions de la realitat i les primeres formes d'explicació d'aquestes. D'interpretacions n'hi ha de dos tipus: les de fora i les de dins. Les de fora donen connexió amb un univers caracteritzat per l'omnipresència del signe, mentre que les de dins estan relacionades amb la reflexió sobre els mitjans d'expressió. Les primeres interpretacions, les de fora, es van iniciar amb la medicina, en les observacions de les malalties. En aquest aspecte cal destacar Hipòcrates, així com el seu successor Galè, que va afirmar que la semiòtica era una de les sis branques principals de la medicina. Les primeres investigacions de les interpretacions relacionades amb la reflexió sobre els mitjans d'expressió (o les de dins), les van dur a terme els retòrics. La retòrica era la tècnica que se centrava en el discurs pròpiament dit i utilitzava la persuasió per tal d'aconseguir uns objectius. La primera afirmació sobre l'existència d'un domini propi per a la ciència dels signes la van fer, per separat, Peirce i Saussure. Els seus plantejaments no són iguals: Peirce proposava la semiòtica com a marc per a una teoria del coneixement, mentre que Saussure la denominava semiologia, ja que no existia. Els dos concebien el signe de diferent manera: per a Saussure, el signe “uneix un concepte i una imatge acústica”, mentre que per Peirce el signe té el seu fonament en un procés, la semiosis (acció o influència que implica la cooperació de tres elements: signe, el seu objecte i el seu interpretant).

### Comunicació
La comunicació té una importància excepcional en el desenvolupament de la semiòtica. S'anomena comunicació al procés mitjançant el qual, emissor i receptor assignen significats a uns fets produïts i al comportament dels altres. El pas més important per a la humanitat, i per a la comunicació, va ser el descobriment de l'alfabet. Amb ell, es va donar l'escriptura. Impremta i llibres van ser l'evolució d'aquesta i van suposar un gran pas en la comunicació. Actualment, és la televisió la que té el poder en comunicació. És una manera d'escriptura per a tothom. El concepte de comunicació pressuposa dos conceptes: relació entre éssers, i transmissió d'informació. Per tal de trobar comunicació cal un emissor, un receptor i un missatge. Per produir el missatge es necessita un codi conegut pels éssers que es comuniquen. El procés de producció del missatge per part de l'emissor és la codificació, i l'ús del codi que fa el receptor per interpretar-lo, la descodificació. El missatge es produeix gràcies a l'estructuració i modulació del canal (medi físic). Quan ja hi ha canal, el missatge es produeix d'acord amb un codi, que fa passar el contingut de l'emissor al receptor gràcies a una transformació determinada. Hi ha dos elements que formen part del procés comunicatiu i posen en contacte la relació i la transmissió: el context i el feedback o retroalimentació. El context és la situació on es produeix el missatge. El feedback és la informació procedent del receptor com a resposta al missatge rebut i que té influència sobre el següent comportament de l'emissor inicial. Cal destacar de la comunicació que tots els seus components pateixen canvis constantment. Durant la comunicació, els signes mitjançant els quals ens comuniquem competeixen amb altres elements, anomenats sorolls, que es poden donar de moltes formes diferents. Com que el soroll és habitual en la comunicació, i amb el fi que el missatge pugui arribar, es produeix una repetició de la informació anomenada redundància. Els diversos processos comunicatius són de gran interès per a la semiòtica.

### El llenguatge verbal com a sistema semiòtic
La delimitació dels trets característics del llenguatge verbal és el principal problema de la semiòtica. Els trets o propietats que es tenen en compte són: 
- Canal. El llenguatge verbal és vocal auditiu.
- Difusió, transmissió i recepció direccional.
- Extinció ràpida. Els signes desapareixen per tal de poder-ne emetre de nous.
- Intercanviabilitat. Cada membre és emissor i receptor alhora.
- Especialització.
- Retroalimentació completa. La persona que parla s'adona d'allò que està dient, i selecciona les paraules segons el que ha dit o la reacció del receptor.
- Semanticitat. Correspon a la semiòtica teòrica donar una definició rigorosa de significat sobre la qual construir aquesta ciència. Però el problema és saber què és significat.
- Arbitrarietat.
- Caràcter discret. Les unitats estan establertes i s'oposen per tal d'evitar confusions.
- Desplaçament. Possibilitat de l'usuari de referir-se a situacions allunyades en l'espai i/o el temps.
- Seqüencialitat o linealitat.
- Creativitat. Possibilitat que tenim de produir i entendre un nombre il·limitat de frases.
- Tradició.
- Dualitat. Els productes formats en una llengua són una petita part dels que es podrien formar.
- Dissimulació. Capacitat de mentir mitjançant el llenguatge.
- Reflexivitat. Amb el llenguatge podem parlar del llenguatge.
- Traducció i interrelació d'altres sistemes.
- Argumentabilitat. És el resultat de la retroalimentació, la tradició i la reflexivitat.
- Capacitat d'aprenentatge. Una persona que està en condicions normals és capaç d'aprendre qualsevol llengua.

Per tal d'analitzar la comunicació humana és indispensable analitzar el llenguatge verbal. Com que el llenguatge és un sistema semiòtic únic i el punt de partida de la semiòtica, es podria dir que la lingüística és una semiòtica del llenguatge. La semiòtica té tres branques: sintaxi, pragmàtica i semàntica. Per tractar el llenguatge des de la perspectiva semiòtica es poden enumerar els seus trets principals o bé intentar elaborar una teoria lingüística com a semiòtica del llenguatge dins la comunicació.

### Sistemes no verbals
Tot i que el llenguatge verbal té un major pes dins la comunicació, fins ara s'ha tendit a l'error de no donar importància al llenguatge no verbal, present en tot acte comunicatiu. Els signes verbals estan totalment interrelacionats amb els no verbals. La cinèsica és la part de la semiòtica que estudia el sistema de les expressions corporals. Hi ha tres tipus de moviments: facials, gestuals i de postura. Les característiques generals de la comunicació no verbal són:
- La comunicació no verbal manté una relació d'interdependència amb la comunicació verbal.
- Els missatges no verbals tenen, moltes vegades, més significació que els verbals.
- La comunicació no verbal és inevitable en qualsevol situació comunicativa.
- Als missatges no verbals hi predomina la funció expressiva o emotiva sobre la referencial.
- Els sistemes no verbals varien segons la cultura.
- Hi ha una especialització de certs comportament per a la comunicació.
- Trobem aquest tipus d'investigació dins l'estadi descriptiu.

### De la lògica al teatre
A final de segle hi va haver una crisi de fonaments en tots els àmbits del coneixement de la qual van sorgir els nous llenguatges. Lògics i matemàtics es van plantejar el llenguatge com a objecte d'estudi i de la seva investigació van sorgir conceptes com el de sistema formal. Un sistema formal consta de tres parts: alfabet, vocabulari o conjunt prefixat de signes, un conjunt de regles de formació que ens permeten veure si les cadenes de signes són admissibles o no i un conjunt de regles d'interferència que ens permeten escriure fórmules o cadenes admissibles.

## Obres
Assaigs
- Elementos de lingüística matemática (1975)[3]
- Lógica, lingüística y matemáticas (1977)
- Literatura i teoria del coneixement (1978)[4]
- Lingüística i qüestió nacional (1979, premi Joan Fuster d'assaig 1978)
- Signes, llengua i cultura (1980, premi Xarxa d'assaig 1979)
- Comunicació, Societat i Llenguatge (1993)
- Comunicació, llenguatge i societat (1993)
- Cap a una lògica de la seducció (1996)
- La semiòtica: una introducció a la teoria dels signes (1998)
- Comprendre la comunicació. El llibre del sexe, la poesia i l'empresa (1999)
- Comprendre la comunicació (2000)
- El regal de la comunicació (2003)
- L'instint de la seducció (2004)
- Els secrets de la felicitat (2007)
- La festa dels sentits (2009)[5]
- De l'amor, la mentida i la persuasió (2012)
- El regal de la lectura (2022)[6]

Novel·les
- La paradoxa (1985)
- Elogi de la passió pura (1990, premi Ramon Llull)